# Marija Ana Burbonska
Marija Ana Burbonska (francuski Marie-Anne de Bourbon; Château de Vincennes, 2. listopada 1666. — Pariz, 3. svibnja 1739.) bila je kći francuskog kralja Luja XIV. († 1715.) i njegove ljubavnice Louise de La Vallière; princeza Contija (1680. — 1685.) i vojvotkinja La Vallièrea. Luj, veliki dofen (1661. — 1711.). bio je polubrat Marije Ane, dok je njezin mlađi brat bio Luj od Vermandoisa. Marija Ana bila je kraljeva najdraža kći, često smatrana njegovom najljepšom kćeri.
Premda Marija Ana nije rođena u braku, kralj ju je proglasio zakonitom kćerju (fille légitimée de France) 14. svibnja 1667., a istog joj je dana majka postala vojvotkinja La Vallièrea. Mariju Anu zvali su „gospođica Blois” (Mademoiselle de Blois).
Suprug Marije Ane bio je Luj Armand I., princ Contija, za kojeg se udala 16. siječnja 1680. u Châteauu de Saint-Germain-en-Layeu. Par je bio bez djece te je Marija Ana tvrdila da Luj Armand ne zna dobro voditi ljubav. Kad je 18. studenog 1683. umro Luj, brat Marije Ane, ona je bila shrvana viješću, no ne i kralj, koji je Luja prezirao. Suprug Marije Ane umro je 1685., nakon čega su ju zvali „velika princeza Contija”. Nije se preudala, odbivši ponudu Ismaila ibn Šarifa, sultana Maroka.
| Prethodnik Louise de La Vallière | Vojvotkinja La Vallièrea | Nasljednik Louis César de La Baume Le Blanc |

## Vanjske poveznice
|  | Zajednički poslužitelj ima još gradiva o temi Marija Ana Burbonska |